# Chìa vôi Nhật Bản
Chìa vôi Nhật Bản, tên khoa học Motacilla grandis, là một loài chim trong họ Motacillidae.
Loài này sinh sản ở Nhật Bản và Triều Tiên. Chim chìa vôi Nhật Bản lang thang đã được ghi nhận tại Đài Loan, miền đông Trung Quốc và xa đông Nga. Tại Nhật Bản, loài này phổ biến chung về phía bắc từ Kyushu, nhưng không phổ biến ở miền Bắc và miền Trung Hokkaido. Nó sinh sản gần nơi sống của con người ở nông thôn đồi núi. Chúa ưa thích mép nước trên các dòng sông, ao, và các hồ nội địa có đáy sỏi.